# Площа Глінки
Пло́ща Глі́нки — зникла площа Києва, була розташована в кінці Музичного провулка, перед будівлею тодішньої консерваторії.

## Історія
Безіменний майданчик перед будівлею тодішнього музичного училища було облаштовано у 1870-ті роки. На початку XX століття перед будівлею встановлено погруддя Михайла Глінки. Площа мала вигляд невеликого впорядкованого майданчика перед будівлею училища.
Лише 1938 майданчик здобув назву — площа Глінки. Однак історія провулка виявилася короткою і фактично припинилася у вересні 1941 року, коли було знищено Хрещатик та перетворено на руїни прилеглі вулиці.
І хоча будівля консерваторії та інші будівлі Музичного провулку збереглися, по війні ані його, ані площу вже відновлювати не стали. Нині на місці колишньої площі — частина внутрішнього двору Національної радіокомпанії України.

## Зображення

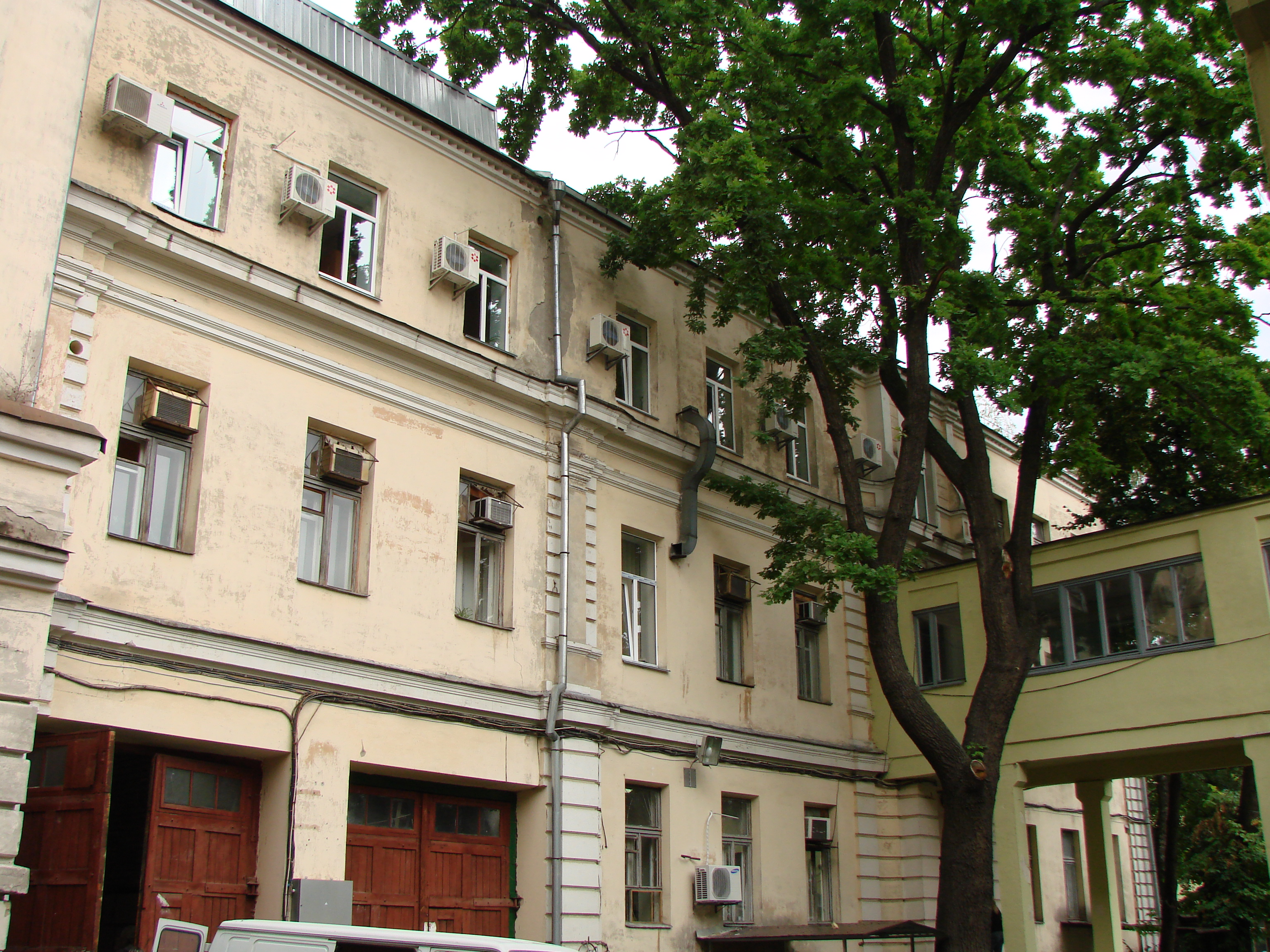
Колишня будівля довоєнної Консерваторії